# Agustín W. Reyes
Agustín W. Reyes (1842 - Sagua la Grande, 1890) fue un médico cubano que realizó estudios sobre el paludismo.
Comenzó su carrera de médico en la Universidad de La Habana, coronándola con éxito extraordinario en la facultad de París e incorporándose luego en la Universidad de Barcelona. Durante la guerra prusiana, en el memorable asedio de París, aun antes de haber obtenido el doctorado, se habilitó Reyes para servir en un hospital de sangre, por lo cual el Gobierno francés le expidió un honroso certificado reconociendo sus servicios, que fueron remunerados. 
Al morir su padre, volvió a su país natal y establecido en La Habana, se hizo notable su personalidad, aparte de la buena acogida que tuvo entre sus comprofesores, por las polémicas filosóficas que sostuvo. Desde entonces colaboró en varias publicaciones científicas con verdadera abundancia de trabajos técnicos; propendió con ahínco a la fundación de la Sociedad de Socorros Mutuos de los Médicos y tradujo el Código moral que tiende a destruir el charlatanismo, del cual era enemigo encarnizado.
Reyes era incansable. Conocedor de la localidad de Sagua como el terreno más abonado para el desarrollo del paludismo, se trasladó a aquella población cimentada sobre verdaderos pantanos, con el objeto de estudiar las fiebres. Allí publicó un folleto sobre la fiebre de borras o vómito de los criollos, que le valió alta distinción en la Sociedad Clínica de Nueva Orleáns y que rectificó después con varias observaciones clínicas, trayéndolo por último al Congreso Médico que se celebró en esta última capital. Allí también fundó un periódico científico que no pasó inadvertido en Europa y América del Sur y allí publicó su notable artículo Los gascones de América, que si bien le enajenó algunas simpatías, demostró con él su amor sincero al país.